# Taiwan (provincie)
Taiwan is een van de twee provincies die onder controle van de, in het Nederlands meestal Taiwan genoemde, Republiek China staan. De provincie omvat het eiland Taiwan (minus de steden Taipei, Nieuw Taipei, Taichung, Tainan, Taoyuan en Kaohsiung) en de kleinere eilanden van de Penghu-eilanden, het Groene eiland en het Orchideeëneiland.

## Bestuurlijke indeling
De provincie is ingedeeld in twaalf districten (縣; xiàn) en drie steden die direct onder het bestuur van de provincie vallen (市; shì).

### Districten
| Romanisatie     | Mandarijn | Tongyong pinyin | Hanyu pinyin | Wade-Giles   | Hoofdstad |
| --------------- | --------- | --------------- | ------------ | ------------ | --------- |
| Chiayi County   | 嘉義縣    | Jiayì           | Jiāyì        | Chia1-i4     | Taibao    |
| Changhua County | 彰化縣    | Jhanghuà        | Zhānghuà     | Chang1-hua4  | Changhua  |
| Hsinchu County  | 新竹縣    | Sinjhú          | Xīnzhú       | Hsin1-chu2   | Zhubei    |
| Hualien County  | 花蓮縣    | Hualián         | Huālián      | Hua1-lien2   | Hualien   |
| Miaoli County   | 苗栗縣    | Miáolì          | Miáolì       | Miao2-li4    | Miaoli    |
| Nantou County   | 南投縣    | Nántóu          | Nántóu       | Nan2-t'ou2   | Nantou    |
| Penghu County   | 澎湖縣    | Pénghú          | Pénghú       | P'eng2-hu2   | Magong    |
| Pingtung County | 屏東縣    | Píngdong        | Píngdōng     | P'ing2-tung1 | Pingtung  |
| Taitung County  | 台東縣    | Táidong         | Táidōng      | T'ai2-tung1  | Taitung   |
| Yilan County    | 宜蘭縣    | Yílán           | Yílán        | I2-lan2      | Yilan     |
| Yunlin County   | 雲林縣    | Yúnlín          | Yúnlín       | Yün2-lin2    | Douliu    |

### Steden direct bestuurd door de provincie
| Romanisatie | Mandarijn | Tongyong pinyin | Hanyu pinyin | Wade-Giles |
| ----------- | --------- | --------------- | ------------ | ---------- |
| Chiayi      | 嘉義市    | Jiayì           | Jiāyì        | Chia1-i4   |
| Hsinchu     | 新竹市    | Sinjhú          | Xīnzhú       | Hsin1-chu2 |
| Keelung     | 基隆市    | Jilóng          | Jīlóng       | Chi1-lung2 |

## Andere betekenis
Taiwan is ook de naam van een provincie in de bestuurlijke indeling van de Volksrepubliek China. Deze omvat de provincie Taiwan in de grenzen van 1949, dit wil zeggen inclusief de zes later afgesplitste stadsprovincies (waaronder Taipei en Kaohsiung). Volgens de Volksrepubliek is Taipei nog steeds de hoofdstad van deze provincie, en dus niet Zhongxing Xincun. De Volksrepubliek heeft echter nooit controle gehad over de door haar geclaimde provincie Taiwan; de provincie bestaat derhalve alleen op papier, al zetelen er in het Nationaal Volkscongres wel vertegenwoordigers namens de provincie Taiwan - zij zijn afstammelingen van Taiwanezen die in 1949 op het vasteland van China verbleven. Zie hiervoor Provincies van China